# Distrikt Alebtong
Alebtong ist ein Distrikt in Norduganda. Die Hauptstadt des Distrikts ist Alebtong.

## Lage
Der Distrikt grenzt im Norden an den Distrikt Otuke, im Osten an den Distrikt Amuria, im Süden an den Distrikt Dokolo und im Westen an den Distrikt Lira.

## Geschichte
Der Distrikt entstand 2010 aus Teilen des Distrikt Lira.

## Demografie
Die Bevölkerungszahl wird für 2020 auf 266.100 geschätzt. Davon lebten im selben Jahr 3 Prozent in städtischen Regionen und 97 Prozent in ländlichen Regionen.
| Zensusjahr | Einwohnerzahl |
| ---------- | ------------- |
| 1991       | 112.584       |
| 2002       | 163.047       |
| 2014       | 227.541       |

## Wirtschaft
Die Landwirtschaft mit Schwerpunkt auf Nahrungspflanzen ist das Rückgrat der lokalen Wirtschaft.